# Shikoku Railway Company
A Shikoku Railway Company (四国旅客鉄道株式会社, Shikoku Ryokaku Tetsudō Kabushiki-gaisha), közismert nevén JR Shikoku (JR四国, Jei-āru Shikoku), a Japan Railways (JR group) hét vállalatának legkisebbike. Japánban, Shikoku szigetének négy prefektúrájában 855,2 kilométernyi távolsági- és helyi vasúti szolgáltatást üzemeltet. A vállalat központja Kagava prefektúra Takamacu városában található.